# Gunnar Sjöqvist

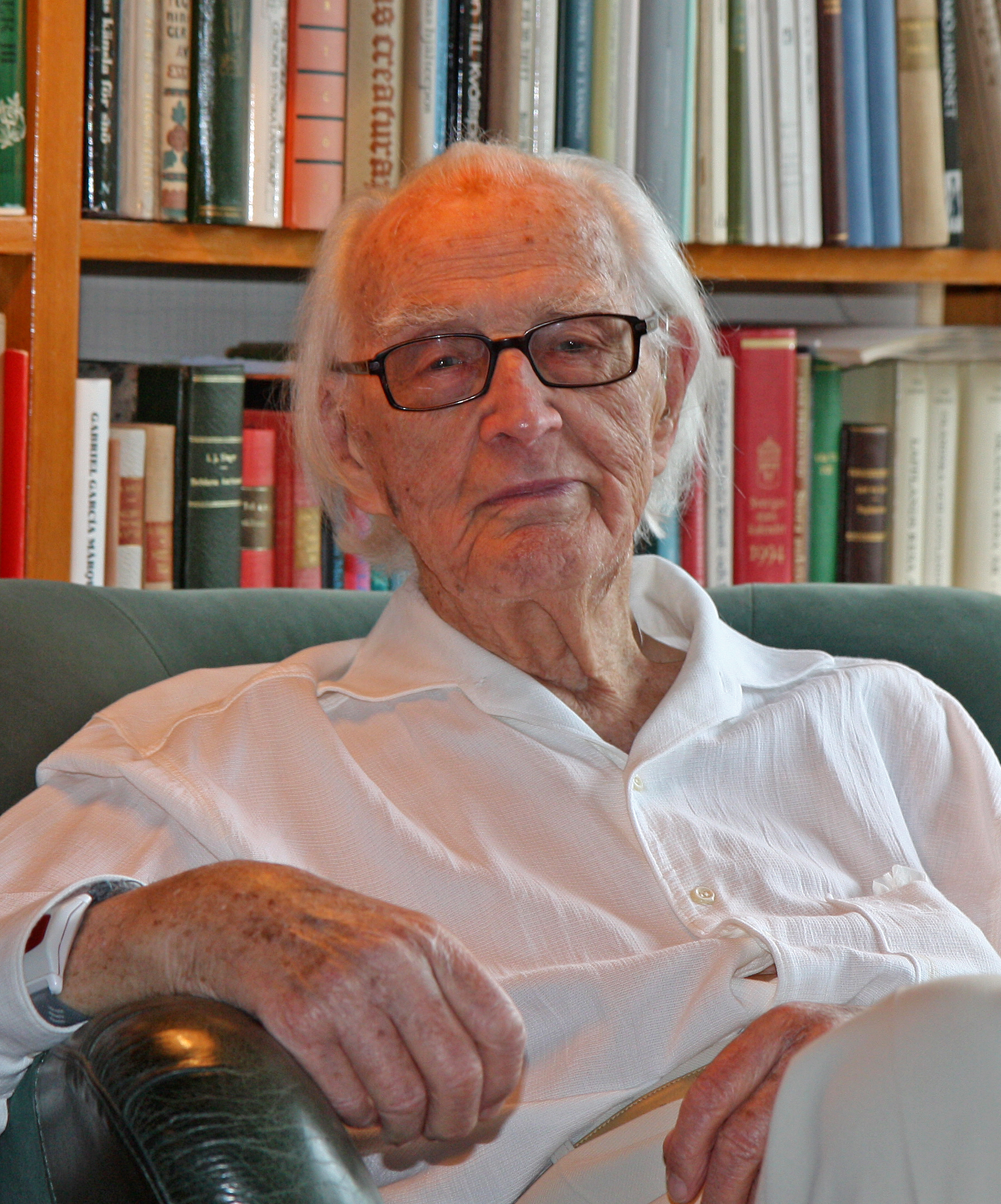
Gunnar Sjöqvist i sitt privata bibliotek (2012).

Gunnar Axel Herbert Sjöqvist, född 10 juli 1914 i Göteborgs Karl Johans församling, Göteborg, död 6 april 2014 i Bjärred,  Skåne län, var en svensk musikadministratör, pedagog och skriftställare med professors namn. 
Gunnar Sjöqvist avlade studentexamen 1933 och folkskollärarexamen i Göteborg 1938 och började sitt yrkesliv som  folkskollärare i Malmö samma år. Tillsammans med Olof Hult tog han initiativ till och startade Malmö folkskolors musikskola. Han organiserade och ledde dess blockflöjts- och mandolinundervisning som en förberedande verksamhet för övrig instrumentalundervisning och var vid sidan av lärartjänsten föreståndare för verksamheten 1954–1971. Han utförde vid Kulladalskolan en pionjärgärning inom skolmusiken inom klassundervisningens ram med avancerad körsång bland annat för så kallade tondöva skolbarn, för vilka han utvecklade en framgångsrik metodik för tonbildning och gehör.
Tillsammans med sina elever ledde han ett flertal serier med skolmusikprogram i radio. Under två decennier bidrog han verksamt vid landsomfattande lärarfortbildningskurser i skolmusikmetodik till att den grundläggande sång-, rytm- och instrumentalutbildningen tog fart i den växande kommunala musikskolan.
Från 1959 kallades han att samtidigt svara för deltidsbefattningen som direktör vid Malmö musikkonservatorium. Han deltog i de statliga utredningarna om landets högre musikutbildning och bidrog till den omorganisation, som ledde till ett förstatligande och inrättande av Musikhögskolan i Malmö 1971. Sjöqvist blev fram till sin pensionering 1979 högskolans förste rektor.
Redan 1964 lämnade han en femtonårig bisyssla som musikjournalist och recensent i Kvällsposten men fortsatte som skribent i tidskriften Musikrevy till dess nedläggning 1994.
Från sin ankomst till Malmö 1938 var han medlem i Salomon Smiths kammarmusikförening och efterträdde 1975 Sten Broman som föreningens "verkställande ledamot". Han kartlade det offentliga kammarmusicerandet i Malmö med omnejd från tidigt 1800-tal till 2004 och förtecknade repertoar och medverkande i alla tillgängliga program. 
Sjöqvist medverkade under 1940- och 50-talen som violaspelande stämledare i Malmö Musiksällskaps symfoniorkester, Malmö Kammarorkesterförening, Akademiska Kapellet och Orkesterföreningen i Lund. Under samma tid och några år in på det nya seklet bedrev han intensivt kammarmusicerande med framför allt stråkkvartettspel. Hans stora litteraturintresse har resulterat i en ansenlig boksamling med tusentals svenska förstautgåvor och landets kanske största privata samling av rysk klassisk skönlitteratur i svensk översättning.
Gunnar Sjöqvist är begravd på Västra kyrkogården i Göteborg.

## Priser och utmärkelser
- 1965 – Ledamot nr 723 av Kungliga Musikaliska Akademien (suppleant i styrelsen 1969–1981) [6]
- 1976 – Professors namn
- 1982 – Medaljen för tonkonstens främjande